# God Is the Bigger Elvis
God is the Bigger Elvis es una película documental del 2011 sobre la actriz Dolores Hart, quien abandonó su exitosa carrera a la edad de 23 al convertirse en monja benedictina. La película fue nominada para el Premio Oscar al mejor documental corto del 2012.
El título deriva de la escena de la película de 1957 Loving You, protagonizada por Hart y Elvis Presley. En ella, los dos protagonistas se besan, y es el primer beso en pantalla en una película de Elvis. Dolores y Elvis se reunirían el año siguiente en la película de Michael Curtiz King Creole.

## Premios
| Premio                | Categoría                              | Receptor | Resultado |
| --------------------- | -------------------------------------- | -------- | --------- |
| Premios Óscar de 2011 | Premio Oscar al mejor documental corto |          | Nominado  |